# Sanzana
Sanzana is een gemeente (commune) in de regio Sikasso in Mali. De gemeente telt 11.300 inwoners (2009).
De gemeente bestaat uit de volgende plaatsen:
- Fatéguéla
- Guétéka
- Kokouna
- N'Golasso I
- N'Golasso II
- Nogolasso
- Sanzana
- Séguénéni